# 246841 Williamirace
246841 Williamirace è un asteroide della fascia principale. Scoperto nel 2010, presenta un'orbita caratterizzata da un semiasse maggiore pari a 2,7691541 UA e da un'eccentricità di 0,1660876, inclinata di 2,88706° rispetto all'eclittica.
L'asteroide è dedicato allo statunitense William Irace, ingegnere che ha contribuito a varie missioni spaziali tra cui il programma Viking, il telescopio spaziale Spitzer e WISE.